# Таганаєво
Тагана́єво (рос. Таганаево, башк. Тағанаев) — присілок у складі Кушнаренковського району Башкортостану, Росія. Входить до складу Старокамишлинської сільської ради.
Населення — 9 осіб (2010; 3 у 2002).
Національний склад:
- башкири — 67 %
- росіяни — 33 %